# Mit iranske paradis
|  | Denne artikel er oprettet af botten PalnaBot ud fra en ekstern database. Den kan derfor have sproglige fejl eller mangler. Denne skabelon kan fjernes efter kontrol af indholdet. |

Mit iranske paradis er en dokumentarfilm fra 2008 instrueret af Katia Forbert Petersen, Annette Mari Olsen efter manuskript af Katia Forbert Petersen, Annette Mari Olsen.

## Handling
En af filmens instruktører voksede op i Persien. Hendes far var dansk ingeniør, og hendes mor overlevende fra Stalins Gulaglejre. Denne vestlige families liv spejler sig i Irans historie fra 1930'erne og indtil olien begynder at splitte verden og den Islamiske Revolution bryder ud. Filmen nuancerer fjendebilleder og politiske generaliseringer og med almindelige menneskers øjne oplever vi, hvordan skæbner fra den ene dag til den anden ændrer sig, når politik og magthavere skifter ansigt. Ved at forstå fortiden afsløres nutidens Iran.